# Universidad Luterana de Brasil
La Universidade Luterana do Brasil (Universidad Luterana de Brasil), también conocida como ULBRA, es una universidad privada ubicada en la ciudad brasileña de Canoas, en el estado de Rio Grande do Sul; ocupa una superficie de un kilómetro cuadrado y es una de las universidades privadas más grandes de Brasil. También existen sedes en otras ciudades como Cachoeira do Sul, Carazinho, Gravataí, Guaíba, Porto Alegre, Santa Maria, São Jerônimo y Torres. Aparte de estas ciudades, la universidad también tiene campus en los estados de Amazonas (Manaus), Goiás (Itumbiara), Pará (Santarém), Rondonia (Ji-Paraná y Porto Velho), Tocantins (Palmas) y en el estado de São Paulo.

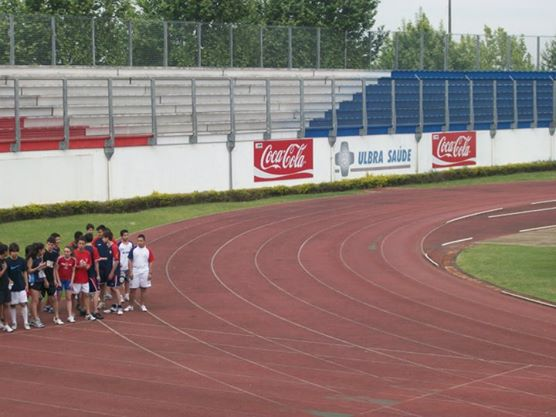
Competencias deportivas intercolegiales que se llevan a cabo en la ULBRA.

## Investigación científica
La Universidad ha contribuido a la preservación e investigación científica de los sitios paleontológicos de la ciudad y lo geoparque de paleorrota.